# Tricolia speciosa
Tricolia speciosa is een in zee levende slakkensoort die behoort tot de familie Phasianellidae. De dieren leven vaak in grote aantallen bij elkaar op algen en rotsen. Deze soort komt uitsluitend voor in de Middellandse Zee.

## Kenmerken
De schelp van Tricolia speciosa wordt tot 13 à 15 millimeter hoog en 6 millimeter breed. De kleur is geel of roze met witte spiraalbanden. De horen is groter en slanker dan bij Tricolia pullus. De ovale mondopening is ook langwerpiger.

## Andere Phasianellidae
- Tricolia pullus (Linnaeus, 1758) (Gewone dekselhoren)